# Condado de Val Verde
O Condado de Val Verde é um dos 254 condados do estado norte-americano do Texas. A sede do condado é Del Rio, e sua maior cidade é Del Rio.
O condado possui uma área de 8 372 km² (dos quais 161 km² estão cobertos por água), uma população de 44 856 habitantes, e uma densidade populacional de 5 hab/km² (segundo o censo nacional de 2000).
O condado foi criado em 1885.